# تنميط ظاهري وتنميط داخلي للربو
يعد التنميط الظاهري والتنميط الداخلي للربو أسلوبًا جديدًا لتصنيف الربو وهو مستوحى من الطب الشخصي الدقيق. ويسعى إلى فصل المظاهر السريرية أو مجموعات علامات وأعراض الربو، والمعروفة باسم الأنماط الظاهرية للربو، عن مسبباتها أو أسبابها الأساسية، والمعروفة باسم الأنماط الداخلية للربو.
يعد النمط الداخلي للربو مفيدًا في التنبؤ بالمرضى الذين سيستفيدون من الكورتيكوستيرويدات المستنشقة أو العلاج الموجه باستخدام المستحضرات الدوائية الحيوية ، في حين أن النمط الظاهري يمكن أن يساعد في التنبؤ بنتائج المرض. تم اقتراح العديد من الأنماط الظاهرية والأنماط الداخلية للربو، على الرغم من أنه لم يتم التحقق من صحتها جميعًا أو قبولها على نطاق واسع.